# Wasilij Barabanow
Wasilij Arsientjewicz Barabanow, ros. Василий Арсентьевич Барабанов (ur. 8 kwietnia?/21 kwietnia 1900 we wsi Ałtufjewo w guberni moskiewskiej, zm. 5 marca 1964 w Moskwie) – funkcjonariusz radzieckich służb specjalnych, pułkownik NKWD, Bohater Pracy Socjalistycznej (1952).

## Życiorys
Był aktywistą Komsomołu, w sierpniu 1920 wstąpił do Armii Czerwonej, od 1922 należał do RKP(b). W 1924 ukończył Akademię Wojskowo-Gospodarczą w Piotrogrodzie. Pracował w Zarządzie Wojskowo-Gospodarczym Armii Czerwonej, jednak po niespełna dwóch miesiącach przeszedł do OGPU ZSRR i 1 czerwca 1924 został pomocnikiem pełnomocnika, 30 maja 1925 pełnomocnikiem, a 1 czerwca 1926 pomocnikiem szefa oddziału Wydziału Specjalnego OGPU ZSRR. Od 1 stycznia do 15 grudnia 1929 był zastępcą szefa oddziału Wydziału Specjalnego OGPU Środkowoazjatyckiego Okręgu Wojskowego w Taszkencie, od 15 grudnia 1929 do 1 maja 1931 szefem oddziału Wydziału Specjalnego OGPU 1 Korpusu w Moskwie, od 1 maja 1931 do 10 sierpnia 1932 pomocnikiem szefa oddziału Wydziału Specjalnego OGPU Moskiewskiego Okręgu Wojskowego, a 1932–1933 zastępcą szefa Zarządu Wojsk OGPU obwodu moskiewskiego. Następnie pracował w systemie Gułagu, od 1 kwietnia 1933 do kwietnia 1935 był szefem Wydziału 3 i zastępcą naczelnika Dmitrowskiego Poprawczego Obozu Pracy
W kwietniu 1935 został odwołany ze stanowiska i usunięty z partii, po czym mianowany naczelnikiem przemysłu łagru w Uchcie, od 11 marca do 1 listopada 1936 był szefem kopalni w Workucie, następnie szefem oddziału łagru w Workucie; kierował budową przez więźniów drogi kolejowej Workuta – Ust'-Usa. Od 1 grudnia 1937 do 18 stycznia 1940 był pomocnikiem szefa Zarządu Budownictwa Kolejowego na Dalekim Wschodzie w mieście Swobodny w obwodzie amurskim, od 18 stycznia 1940 do 1 kwietnia 1942 szefem Dolno-Amurskiego Zarządu Poprawczych Obozów Pracy NKWD w Komsomolsku nad Amurem.
W 1941 odzyskał członkostwo w partii, od 1 kwietnia do 21 września 1942 był szefem Saratowskiego Poprawczego Obozu Pracy NKWD w Krasnoarmiejsku w obwodzie saratowskim. Od 21 września 1942 do 26 grudnia 1946 był szefem Północno-Pieczorskiego Zarządu Poprawczych Obozów Pracy NKWD w miejscowości Abieź w Komijskiej ASRR, następnie zastępcą szefa Głównego Zarządu Budownictwa Kolejowego MWD ZSRR, od 28 kwietnia 1947 do 5 lutego 1949 szefem Północnego Zarządu Budownictwa Kolejowego MWD ZSRR, od 5 lutego 1949 do 5 lipca 1950 szefem Północnego Zarządu Budownictwa Kolejowego i zastępcą szefa Głównego Zarządu Budownictwa Kolejowego MWD ZSRR, a od 14 lipca 1950 do 11 lipca 1952 szefem Zarządu Poprawczych Obozów Pracy i budowy hydrowęzła Kanału Wołga-Don. Od 11 lipca 1952 do 3 lipca 1954 był szefem Gławspecnieftestroja MWD ZSRR, od 3 lipca 1954 do 20 czerwca 1956 I zastępcą szefa Gułagu MWD ZSRR, następnie przeszedł na emeryturę.
Pracował w redakcji gazety „Izwiestija”. Został pochowany na Cmentarzu Dońskim.

## Odznaczenia
- Złoty Medal „Sierp i Młot” Bohatera Pracy Socjalistycznej (19 września 1952)
- Order Lenina (trzykrotnie – 12 maja 1945, 27 listopada 1950 i 19 września 1952)
- Order Czerwonego Sztandaru (dwukrotnie – 3 listopada 1944 i 5 listopada 1954)
- Order Czerwonego Sztandaru Pracy (28 czerwca 1941)
- Order Wojny Ojczyźnianej II klasy (21 czerwca 1946)
- Order Czerwonej Gwiazdy (15 września 1943)
- Medal „Za pracowniczą wybitność” (1941)

i inne.